# Ainiktozoon loganense
Ainiktozoon loganense (лат.) — загадочный ископаемый организм силурийского периода, окаменелости которого впервые обнаружены в конце XIX века в Шотландии и подробно исследованы в 1937 году Д. Скорфилдом, который классифицировал организм как примитивный хордовый, родственный оболочникам. A. loganense известен по ряду образцов из силурийских пород (лудловская эпоха) в Лесмахагоу в Шотландии.

## Таксономия
В 1985 году была проведена новая реконструкция останков, в результате которой выделены ранее неизвестные детали строения организма, в частности, орган, напоминающий сложный глаз. Тем не менее, поскольку организм не удалось отнести ни к одному известному классу членистоногих, осталась неизменной интерпретация Ainiktozoon как фильтрующего протохордового с минерализованным (фосфатным) скелетом.
Основная трудность в интерпретации Ainiktozoon loganense заключалась в отсутствии гомологии его известных признаков с другими организмами. В 1979-1990-х годах были сделаны новые находки хорошей сохранности, в которых сохранились объёмные ткани, включая органические структуры и фосфатизированную мускулатуру. Окаменелости вида обычно обнаруживаются в виде сплюснутых в боковом направлении сжатий на плоскостях залегания уплотненных слоистых алевролитов по всему горизонту Jamoytius в формации Patrick Burn. Образцы, которые находятся в Королевском музее Шотландии, относятся к числу наиболее хорошо сохранившихся, имеют длину от 25 до 240 мм. Изначально Скорфилд представлял собой этот организм в виде похожего на мешок тела с бахромой на спине, затем А. Ричи установил, что A. loganense может иметь сходство с членистоногими.
В 1997 году В. Брюгген с сотрудниками предложил новую интерпретацию окаменелостей, согласно которой животное имело передний панцирь, покрывающий сегментированное тело с восемью двуветвистыми веслообразными конечностями и коротким хвостовым плавником. Панцирь, по всей видимости, достаточно тонкий и плохо сохраняется в окаменелостях. В двух экземплярах (RMS 1996.31.1 и RMS 1977.3.7) видны пары сложных глаз с шестиугольными гранями, что является типичной чертой членистоногих. Образец RMS 1996.31.1 также имеет в передней части набор похожих на раскладной нож клешневидных хищных конечностей. Сегменты конечностей довольно большие, вооружены крепкими шипами и напоминают передние  конечности Thylacocephala, найденных в силурийских отложениях Waukeshau в штате Висконсин, а также юрских представителей класса Dollacaris. Под панцирем образца RMS 1977.3.7 видны пары жабр той же формы и расположения, что и у Dollacaris.
Таким образом, у A. loganense имеются все характерные черты класса Thylacocephala: большой панцирь, парные сложные глаза, клешневидные конечности в передней части тела, большие ламинарные жабры под панцирем и сегментированная задняя часть туловища с плавательными конечностями.
До Брюггена гипотезу о принадлежности этого вида к Thylacocephala выдвигал Я. Дзик в 1992 году
A. loganense также обладает рядом уникальных для представителей класса особенностей, связанных с явно уплощенной формой панциря и сравнительно небольшим размером глаз, и поэтому может представлять новое семейство в этом классе. Все другие особенности новых образцов хорошо согласуются с тем, что известно о Thylacocephala.

## Этимология
Родовое название Ainiktozoon в переводе с греческого означает «загадочное животное», от греч. αἰνικτός (aíniktós) — «загадочный».